# جورویس دوورخل
جورویس دوورخل (اسپانیایی: Giorvis Duvergel‎؛ زادهٔ ۸ سپتامبر ۱۹۷۹) بازیکن بیسبال اهل کوبا بود.